# Serra de les Guixeres (Alfarràs)
La Serra de les Guixeres és una serra situada al municipi d'Alfarràs a la comarca del Segrià, amb una elevació màxima de 415,7 metres.